# الاستفتاء الدستوري السنغالي 2016
الاستفتاء الدستوري السنغالي 2016 عقد في السنغال في 20 مارس 2016. تمت الموافقة على التغييرات المقترحة للدستور من قبل 62٪ من الناخبين. صوتت الأغلبية لصالح الاستفتاء في ثلاثة عشر من أصل أربعة عشر إقليم، في حين أن إقليم ديوربيل صوت ضد.

## خلفية
تم اقتراح ما مجموعه 15 تغييرًا على الدستور، بما في ذلك:
- تقصير مدة الرئاسة من سبع سنوات إلى خمس سنوات. على عكس رغبات الرئيس الحالي ماكي سال، لن يتم تطبيق هذا إلا اعتبارًا من الانتخابات الرئاسية المقبلة في عام 2019 فصاعدًا.[3]
- الاعتراف الدستوري بزعيم المعارضة.
- سلطات معززة للسلطات المحلية.
- الحق في بيئة صحية.
- التغييرات في حقوق ملكية الأراضي والموارد الطبيعية.